# Alausí

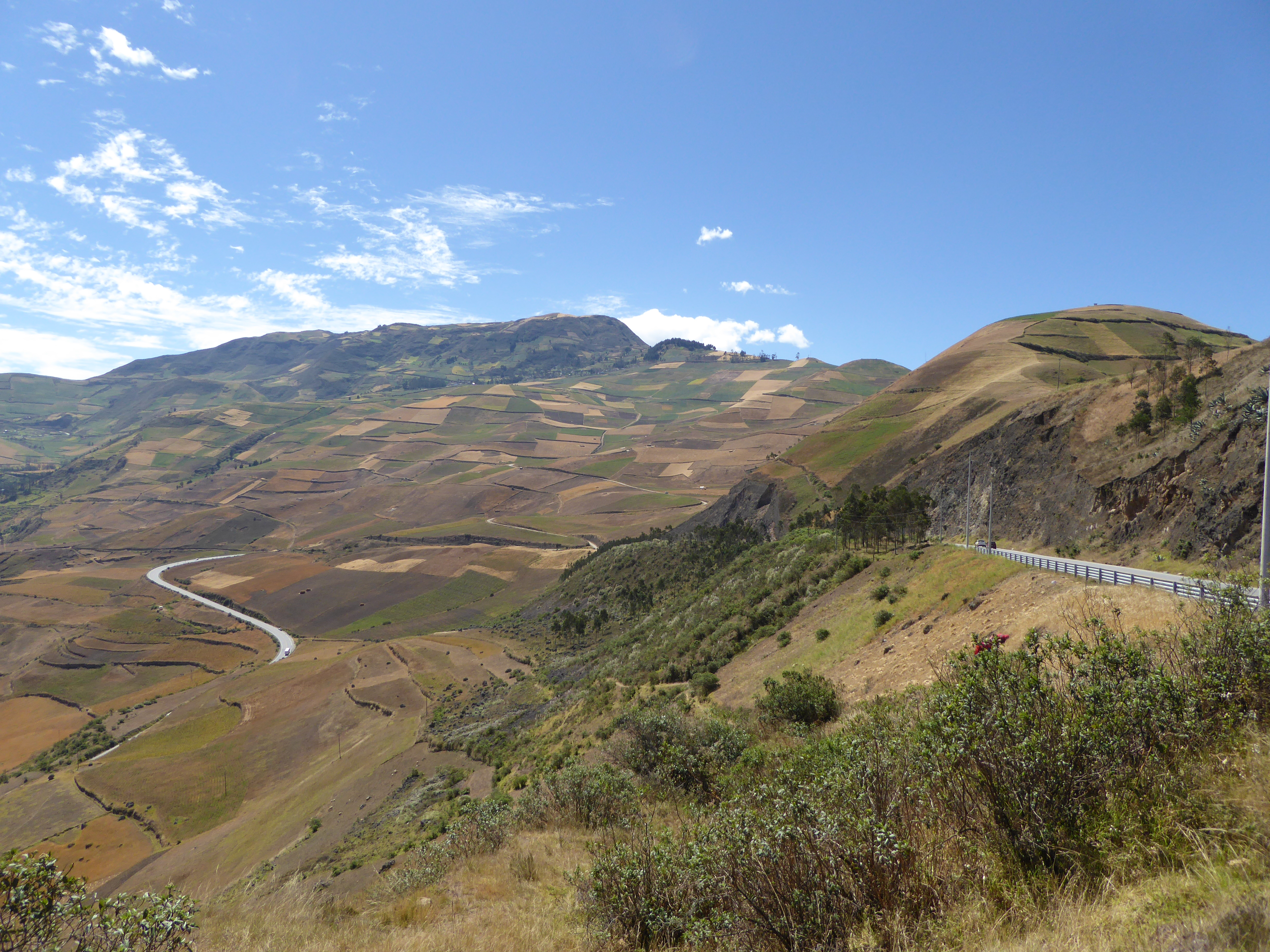
Landschaft südöstlich von Alausí

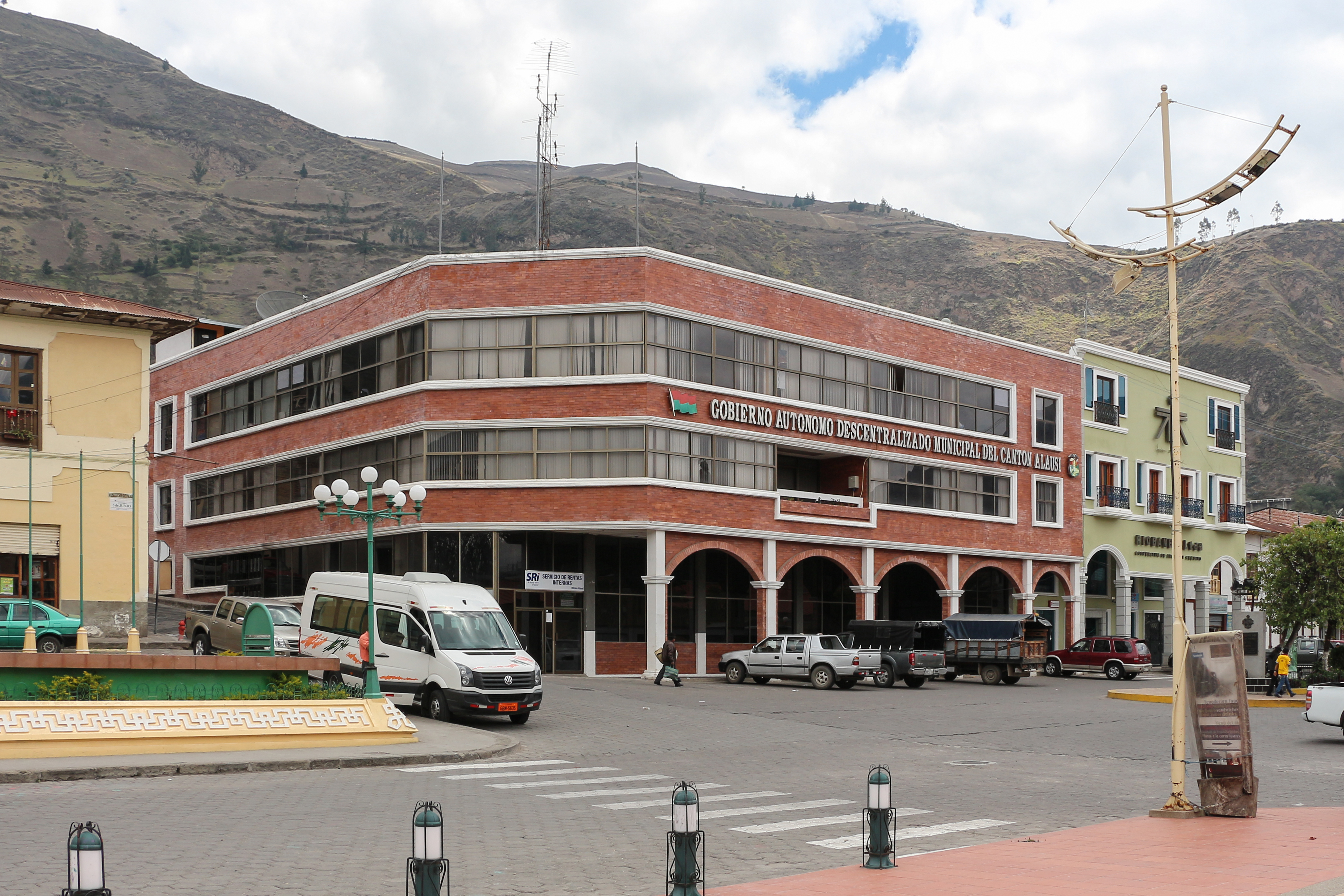
Verwaltungsgebäude

Alausí ist eine Kleinstadt und eine Parroquia urbana („städtisches Kirchspiel“) in der ecuadorianischen Provinz Chimborazo. Sie ist Verwaltungssitz des gleichnamigen Kantons. Die Parroquia hat eine Fläche von 54,78 km². Beim Zensus 2010 betrug die Einwohnerzahl 10.210. Davon lebten 6330 im urbanen Bereich von Alausí. Der Kanton wurde im Jahr 1824 gegründet.

## Lage
Die Stadt Alausí befindet sich im Andenhochtal auf einer Höhe von 2345 m 63 km südsüdwestlich der Provinzhauptstadt Riobamba. Der Pumachaca, ein rechter Nebenfluss des Río Chanchán, fließt in südwestlicher Richtung durch die Stadt. Der Río Chanchán fließt entlang der südlichen Verwaltungsgrenze nach Westen. Die Fernstraße E35 (Cuenca–Riobamba) führt an Alausí vorbei. Die Bahnlinie Durán–Quito führt ebenfalls durch Alausí. Im äußersten Südwesten der Parroquia befindet sich der Berg Nariz del Diablo (span. für „Teufelsnase“). Die Bahnstrecke überwindet an dem Berg einen großen Höhenunterschied mittels zweier Spitzkehren.
Die Parroquia Alausí grenzt im Nordosten an die Parroquia Tixán, im Osten an die Parroquia Guasuntos, im Süden an die Parroquias Pumallacta, Sevilla, Gonzol und Pistishi, im Westen an die Parroquia Sibambe sowie im äußersten Norden an die Parroquia Palmira (Kanton Guamote).

## Persönlichkeiten
- Victor Manuel Maldonado Barreno (1927–2025), Weihbischof in Guayaquil
- Fernando Villavicencio (1963–2023), Politiker